# Arthur Lee (1. wicehrabia Lee of Fareham)
Arthur Hamilton Lee, 1. wicehrabia Lee of Fareham GCB, GBE, GCSI (ur. 8 listopada 1868, zm. 21 lipca 1947) – brytyjski polityk, dyplomata i wojskowy, członek Partii Konserwatywnej, minister w drugim rządzie Davida Lloyda George’a.
Był synem wielebnego Melville’a Lee i Emily Dicker. Wykształcenie odebrał w Cheltenham College oraz w Royal Military Academy w Woolwich. W 1888 r. został przydzielony do Royal Artillery. W latach 1893–1898 wykładał strategię i taktykę w Royal Military College w Kingston. W 1898 r. otrzymał rangę kapitana. Podczas wojny amerykańsko-hiszpańskiej 1898 r. był brytyjskim attaché wojskowym. W 1899 r. otrzymał awans na stopień podpułkownika i został attaché wojskowym w Waszyngtonie. W 1900 r. odszedł z wojska.
W latach 1900–1918 reprezentował w Izbie Gmin okręg wyborczy Fareham. W latach 1903–1905 był jednym z lordów Admiralicji. Walczył podczas I wojny światowej w latach 1914–1915. Został dwukrotnie wspomniany w rozkazie dziennym, a w 1916 r. otrzymał Krzyż Komandorski Orderu Łaźni. W 1918 r. otrzymał tytuł 1. barona Lee of Fareham i zasiadł w Izbie Lordów. Ponadto otrzymał Krzyż Wielki Orderu Łaźni.
W latach 1919–1921 był ministrem rolnictwa i rybołówstwa, a w latach 1921–1922 pierwszym lordem Admiralicji. W 1920 r. przekazał posiadłość Chequers na rezydencję premiera. W 1922 r. jego tytuł podniesiono do rangi wicehrabiego. W 1925 r. otrzymał Krzyż Wielki Orderu Gwiazdy Indii.
Był kolekcjonerem sztuki. W 1932 r. wspólnie z Samulem Courtauldem ufundował Courtauld Art Institute.
Był żonaty z Ruth Moore, nie miał dzieci. Po jego śmierci w 1947 r. wygasł tytuł parowski.